# Racing Point
Racing Point (celým názvem BWT Racing Point F1 Team) je bývalý britský automobilový tým, který sídlil ve městě Silverstone v nemetropolitním hrabství Northamptonshire. Vznikl koupí týmu Force India konsorciem vedeným Lawrencem Strollem, otcem Lance Strolla. Zbytek konsorcia kromě Strolla (jež podniká v oděvním průmyslu a je majitelem okruhu Circuit Monte-Tremblent, kde se jezdila F1 v 70. letech) jsou jeho krajan Andre Desmarais jež vlastní firmu Power Corporation a má podíly ve firmách jako Total či Adidas. Dalším je Brit Jonathan Dudman jenž šéfuje společnosti Monaco Sports and Managment a konečně čtvrtý člen Američan John Idol jenž je spoluvlastníkem a generální ředitelem módní společnosti Michael Kors, která je sponzorem týmu McLaren. Od sezóny 2021 byl tým přejmenován na Aston Martin.

## Historie
Kolem 20. července 2018 začaly kolovat informace o finanční potížích týmu Force India. Několik dnů na to tzn. 28. července byl tým poslán do nucené správy jezdcem Sergiem Pérezem, Pérezovým manažerem Julianem Jakobim, dodavetelem pohonných jednotek Mercedes a sponzorem týmu, rakouskou společností BWT. V nucené správě se o tým starali tentýž správci co v roce 2014 o tým Marussia. Tým dlužil Pérezovi 3 miliony liber, Mercedesu 9 milionů liber a dokonce dlužili sponzoru BWT jež jim půjčil své peníze. Pérez svůj krok označil za záchranu týmu, týmu totiž hrozila úplná likvidace kvůli dluhům a přestupkům předchozího majitele Vijaye Mallyi.
O tým kromě Strolla měli zájem i další – společnost Rich Energy do týmu investovala 30 milionů liber) a Dmitrij Mazepin (otec ruského pilota GP3 Series a junior týmu Nikity Mazepina. Dne 7. srpna tým oficiálně převzal Lawrence Stroll a bylo potvrzeno že by měl za tým jezdit jeho syn Lance, o jehož angažmá už kolovaly spekulace před koupí. Do GP Belgie ovšem tým přišel o licenci F1 kvůli tomu, že licence a majetek Mallye byl v Indii zmražen 5 bankami jež by musely dát souhlas a rozmrazit to, času ovšem mnoho nezbývalo a tak byla zrušena licence týmu Force India a novému týmu byla udělena nová. Tým se 24. srpna přejmenoval na Racing Point Force India F1 Team, název Force India v částečně zůstává kvůli pravidlům ohledně šasi, navíc tým má tak šanci získat peníze z vysílacích práv. Téhož dne bylo potvrzeno že v týmu končí Robert Fernley a šéfem týmu se stává Otmar Szafnauer. Tým Force India jako takový je diskvalifikován, jezdcům ovšem body zůstávají a body už nyní poputují do kasy týmu Racing Point. Tým také v Belgii nemá nikde žádná loga ani nápisy, vše bylo z vozů odstraněno.
Oficiální název týmu v roce 2019 zněl SportPesa Racing Point Formula One Team, v roce 2020 se titulárním sponzorem stala rakouská společnost BWT. Tým se tedy přejmenoval na BWT Racing Point F1 Team.

## Změna na Aston Martin
Na konci ledna 2020 bylo oznámeno že Lawrence Stroll odkoupil podíl v automobilce Aston Martin za 182 milionů liber (přibližně 5,4 miliardy korun). Krátce na to bylo potvrzeno že se tým Racing Point změní na Aston Martin. Stroll tak zajistil pro Racing Point jistotu financování ze strany Aston Martinu minimálně pro 4 roky včetně technické spolupráce a také užívání jména Aston Martin minimálně po dobu 10 let. Bývalý majitel Racing Pointu, tehdy ještě Force Indie Vijay Mallya který se přátelí se Strollem, Lawrenci Strollovi gratuloval. Sám Mallya se pokoušel do týmu ze Silverstone automobilku dostat už v roce 2015, nicméně automobilka nakonec zvolila partnerství s Red Bullem, byť svého času zvažovala návrat jako plnohodnotný tým. V únoru 2020 pak šéf týmu Otmar Szafnauer prohlásil že název Racing Point z názvu zcela zmizí, jako možný název uvedl Aston Martin F1 Team. Další možností je ale tradiční název který Aston Martin užívá pro své ostatní aktivity v motorsportu – Aston Martin Racing. Aston Martin působil ve Formuli 1 naposledy v letech 1959–1960. Titulární sponzor z roku 2020, společnost BWT, se po změně na Aston Martin stal pouze “globálním partnerem”. BWT se po sezóně 2021 přidala k týmu Alpine, ve kterém se stala titulárním sponzorem.

## Kompletní výsledky ve Formuli 1
| Legenda k tabulce | Legenda k tabulce                                                                       |
| Barva             | Výsledek                                                                                |
| ----------------- | --------------------------------------------------------------------------------------- |
| Zlatá             | Vítěz                                                                                   |
| Stříbrná          | 2. místo                                                                                |
| Bronzová          | 3. místo                                                                                |
| Zelená            | Bodované umístění                                                                       |
| Modrá             | Nebodované umístění                                                                     |
| Modrá             | Dokončil neklasifikován (NC)                                                            |
| Fialová           | Odstoupil (Ret)                                                                         |
| Červená           | Nekvalifikoval se (DNQ)                                                                 |
| Červená           | Nepředkvalifikoval se (DNPQ)                                                            |
| Černá             | Diskvalifikován (DSQ)                                                                   |
| Bílá              | Nestartoval (DNS)                                                                       |
| Bílá              | Závod zrušen (C)                                                                        |
| Světle modrá      | Pouze trénoval (PO)                                                                     |
| Světle modrá      | Páteční testovací jezdec (TD)                                                           |
| Bez barvy         | Netrénoval (DNP)                                                                        |
| Bez barvy         | Vyřazen (EX)                                                                            |
| Bez barvy         | Nepřijel (DNA)                                                                          |
| Bez barvy         | Odvolal účast (WD)                                                                      |
| Bez barvy         | Nezúčastnil se (prázdné)                                                                |
| Označení          | Význam                                                                                  |
| Tučnost           | Pole position                                                                           |
| Kurzíva           | Nejrychlejší kolo                                                                       |
| †                 | Jezdec nedojel do cíle, ale byl klasifikován, protože odjel více než 90 % délky závodu. |
| ‡                 | Byl udělován poloviční počet bodů, protože bylo odjeto méně než 75 % délky závodu.      |
| Horní index       | Umístění bodujících jezdců ve sprintu                                                   |

| Rok  | Šasi  | Motor                           | Pneu | Jezdci          | 1   | 2   | 3   | 4   | 5   | 6   | 7   | 8   | 9   | 10  | 11  | 12  | 13  | 14  | 15  | 16  | 17  | 18  | 19  | 20  | 21  | Body | Umístění |
| ---- | ----- | ------------------------------- | ---- | --------------- | --- | --- | --- | --- | --- | --- | --- | --- | --- | --- | --- | --- | --- | --- | --- | --- | --- | --- | --- | --- | --- | ---- | -------- |
| 2018 | VJM11 | Mercedes M09 EQ Power+ 1.6 V6 t | P    |                 | AUS | BHR | CHN | AZE | ESP | MON | CAN | FRA | AUT | GBR | GER | HUN | BEL | ITA | SIN | RUS | JPN | USA | MEX | BRA | ABU | 52   | 7. místo |
| 2018 | VJM11 | Mercedes M09 EQ Power+ 1.6 V6 t | P    | Sergio Pérez    |     |     |     |     |     |     |     |     |     |     |     |     | 5   | 7   | 16  | 10  | 7   | 8   | Ret | 10  | 8   | 52   | 7. místo |
| 2018 | VJM11 | Mercedes M09 EQ Power+ 1.6 V6 t | P    | Esteban Ocon    |     |     |     |     |     |     |     |     |     |     |     |     | 6   | 6   | Ret | 9   | 9   | DSQ | 11  | 14  | Ret | 52   | 7. místo |
| 2019 | RP19  | BWT Mercedes 1.6 V6 t           | P    |                 | AUS | BHR | CHN | AZE | ESP | MON | CAN | FRA | AUT | GBR | GER | HUN | BEL | ITA | SIN | RUS | JPN | MEX | USA | BRA | ABU | 73   | 7. místo |
| 2019 | RP19  | BWT Mercedes 1.6 V6 t           | P    | Sergio Pérez    | 13  | 10  | 8   | 6   | 15  | 12  | 12  | 12  | 11  | 17  | Ret | 11  | 6   | 7   | Ret | 7   | 8   | 7   | 10  | 9   | 7   | 73   | 7. místo |
| 2019 | RP19  | BWT Mercedes 1.6 V6 t           | P    | Lance Stroll    | 9   | 14  | 12  | 9   | Ret | 16  | 9   | 13  | 14  | 13  | 4   | 17  | 10  | 12  | 13  | 11  | 9   | 12  | 13  | 19† | Ret | 73   | 7. místo |
| 2020 | RP20  | BWT Mercedes 1.6 V6 t           | P    |                 | AUT | STY | HUN | GBR | 70A | ESP | BEL | ITA | TUS | RUS | EIF | POR | EMI | TUR | BHR | SKR | ABU |     |     |     |     | 195  | 4. místo |
| 2020 | RP20  | BWT Mercedes 1.6 V6 t           | P    | Sergio Pérez    | 6   | 6   | 7   | WD  |     | 5   | 10  | 10  | 5   | 4   | 4   | 7   | 6   | 2   | 18† | 1   | Ret |     |     |     |     | 195  | 4. místo |
| 2020 | RP20  | BWT Mercedes 1.6 V6 t           | P    | Nico Hülkenberg |     |     |     | DNS | 7   |     |     |     |     |     | 8   |     |     |     |     |     |     |     |     |     |     | 195  | 4. místo |
| 2020 | RP20  | BWT Mercedes 1.6 V6 t           | P    | Lance Stroll    | Ret | 7   | 4   | 9   | 6   | 4   | 9   | 3   | Ret | Ret | WD  | Ret | 13  | 9   | Ret | 3   | 10  |     |     |     |     | 195  | 4. místo |

Poznámky
1. ↑  Racing Point ztratil 15 bodů poté, co byl uznán protest Renaultu, který se týkal legalizace vozů Racing Point. Celkový zisk by byl 210 bodů.